# Himalopsyche angnorbui
Himalopsyche angnorbui är en nattsländeart som beskrevs av Schmid 1963. Himalopsyche angnorbui ingår i släktet Himalopsyche och familjen rovnattsländor. Utöver nominatformen finns också underarten H. a. sherpa.